# Kaas chante Piaf
Kaas chante Piaf este o compilație-tribut alcătuită din piese care aparțin lui Edith Piaf. Cântecele au fost reorchestrate și înregistrate de cântăreața franceză Patricia Kaas în compania producătorului Abel Korzeniowski, iar materialul a fost lansat pe 5 noiembrie 2012. Discul a primit recenzii critice favorabile, fiind descris ca „o piesă de artă care nu numai că mulțumește urechea, ci și ochiul, inima, sufletul și mintea”. Site-ul românesc Muuz.ro a inclus „Kaas chante Piaf” pe lista „Albumelor anului 2012”, menționând că „Edith Piaf ar fi foarte mândră de ce-a reușit Kaas aici – finețe, bun gust, calitate muzicală înaltă, un tribut perfect”.

## Conținut
- Ediție Standard:

1. „Mon dieu” — 4:42
2. „Padam, padam” — 4:38
3. „Avec ce soleil” — 2:44
4. „Milord” — 5:07
5. „The 9th Hour (Prélude)” — 2:31
6. „La belle histoire d'amourt” — 4:13
7. „Les amants merveilleux” — 2:38
8. „Emporte-moi” — 3:52
9. „T'es beau tu sais” — 4:06
10. „Hymne à l'amour” — 4:20
11. „C'est un gars” — 3:08
12. „ong for the Little Sparrow (Ouverture)” — 3:24
13. „La foule” — 3:56
14. „Mon manège à moi” — 3:01
15. „La vie en rose” — 5:18
16. „Non, je ne regrette rien” — 4:58
17. „Je t'ai dans la peau” — 3:01